# 悲しみのシーズン
「悲しみのシーズン」（かなしみのシーズン）は、麻丘めぐみの通算9枚目のシングル。1974年9月10日発売。発売元はビクターエンタテインメント。

## 解説
- 最後のベストテン入り作品である。
- 1974年3月の日劇での負傷による休養からの復帰第一弾シングル。
- この曲でトレードマークの姫カットのヘアースタイルをやめ、縦巻きカールのヘアースタイルに変わるとともに以降、アイドル歌謡からマイナー重視の大人を意識した歌謡曲を歌うようになる。

## 収録曲
- 両楽曲共に、作詞：千家和也／作曲：筒美京平

1. 悲しみのシーズン（3分14秒）
編曲：あかのたちお
2. ひまわりの花（3分9秒）
編曲：筒美京平

## 収録作品
- 麻丘めぐみBOX 72-77
- GOLDEN☆BEST 麻丘めぐみ

## カバー
- テレサ・テン（1979年、『愛在我心中』，アルバム『甜蜜蜜專輯』収録。中国語カバー）